# Оливейра-ду-Каштелу
Оливейра-ду-Каштелу (порт. Oliveira do Castelo) — район (фрегезия) в Португалии, входит в округ Брага. Является составной частью муниципалитета Гимарайнш. Находится в составе крупной городской агломерации Большое Минью. По старому административному делению входил в провинцию Минью. Входит в экономико-статистический субрегион Аве, который входит в Северный регион. Население составляет 3265 человек на 2011 год. Занимает площадь 0,61 км².
Покровителем района считается Сеньора-да-Оливейра (порт. Senhora da Oliveira).

## Население
Динамика населения с 1864 по 2011 год:
| 1864 | 1878 | 1890 | 1900 | 1911 | 1920 | 1930 | 1940 | 1950 | 1960 | 1970 | 1981 | 1991 | 2001 | 2011 |
| ---- | ---- | ---- | ---- | ---- | ---- | ---- | ---- | ---- | ---- | ---- | ---- | ---- | ---- | ---- |
| 3400 | 3626 | 3718 | 4084 | 4278 | 3926 | 4324 | 4905 | 5408 | 5501 | 4579 | 4887 | 3687 | 3448 | 3265 |